# Фесюн, Кирилл Вадимович
Кири́лл Вади́мович Фесю́н (укр. Кіріл Вадимович Фесюн; род. 7 августа 2002, Чернигов) — украинский футболист, вратарь донецкого «Шахтёра».

## Клубная карьера
Кирилл является воспитанником черниговской «Юности», в составе которой начинал играть на взрослом уровне. В 2019 году дебютировал за клуб в чемпионате Черниговской области.
После 5 сыгранных матчей попал в поле зрения скаутов «Ворсклы». Приняв предложение полтавского клуба, 8 сентября 2019 перешел в его ряды. Первую половину сезона 2019/20 играл за юношескую, а с января 2020 года — за молодежную команду «полтавчан» во второй половине сезона 2019/20 и в сезоне 2020/21. Попадал в заявку на матчи чемпионата Украины 2019/20 против «Зари», «Днепра-1», «Львова» и «Десны», однако на поле не появился.
После расформирования молодежного первенства «Ворскла» трудоустроила своего голкипера в «Колос», так как была хорошо укомлектована (Ризнык, Исенко и Ткаченко) на вратарской позиции.
Сезон 2021/22 «ковалёвцы» начали неудачно. После матча с «Рухом» стало известно о травме основного вратаря команды Евгения Волынца. На следующие матчи выходил второй голкипер клуба Владимир Маханьков, который от «Александрии» (0:1), киевского «Динамо» (7:0) и «Мариуполя» (1:3) пропустил суммарно 14 мячей. Исполняющий обязанности главного тренера Сергей Кузнецов решил дать шанс Фесюну. Игрок дебютировал 18 сентября 2021 в матче восьмого тура чемпионата Украины против «Ингульца». Дебют оказался удачным — «Колос» одержал уверенную победу со счетом 2:0, а Фесюн сыграл в первом матче на профессиональном взрослом уровне «на ноль». После удачного первого матча футболист вышел в стартовом классе еще 4 раза подряд — против «Ворсклы», «Черноморца», «Днепра-1» и «Зари», в которых «Колос» победил только одесситов, однако вины молодого вратаря в этом не было. Только в матче против «днепрян» он пропустил дважды, в других матчах пропуская не более 1-го мяча за игру.
До матча тринадцатого тура чемпионата против «Львова» восстановился от травмы плеча основной голкипер команды, однако Фесюну удалось сместить Маханькова с позиции второго вратаря, что подтверждается дальнейшими непопаданиями последнего даже в заявку на матчи, в отличие от Кирилла, занявшего место на скамье запасных. В сентябре по итогам голосования Фесюн занял пятое место в номинации Лучшие футболисты Украины U-19 общенациональной премии Золотой талант Украины.

## Карьера в сборной
В мае 2021 года Кирилл получил вызов от Руслана Ротаня в ряды молодежной сборной Украины на матчи Мемориала Лобановского. В игре против азербайджанцев его не было даже в заявке на матч, а игру против Узбекистана Фесюн смотрел со скамейки запасных. Через несколько дней вместе с молодежкой улетел в Турцию на матч с турецкими сверстниками. Именно в этом матче Фесюн впервые сыграл на международном уровне, выйдя в стартовом составе.
После этого Кирилл начал попадать в заявку сборной на матчи квалификации в молодежный чемпионат Европы 2023 года.

## Достижения
«Шахтёр» (Донецк)
- Бронзовый призёр чемпионата Украины: 2024/25
- Обладатель Кубка Украины: 2024/25

Сборная Украины
- Победитель турнира в Тулоне: 2024